# Malu Mare
Malu Mare est une commune du județ de Gorj, dans la partie sud de la Roumanie.

## Personnalités liées à la commune
- Valeriu Butulescu.